# Vyšný Slavkov
Vyšný Slavkov (allemand : Oberschlauch) est un village de Slovaquie situé dans la région de Prešov.

## Histoire
Première mention écrite du village en 1347.

## Démographie

### Évolution de la population
| Année:               | 1994. | 2004.   | 2014.    | 2024.   |
| -------------------- | ----- | ------- | -------- | ------- |
| Nombre de personnes: | 358   | 336     | 284      | 258     |
| Différence:          |       | -6,14 % | -15,47 % | -9,15 % |

| Année:               | 2023. | 2024.   |
| -------------------- | ----- | ------- |
| Nombre de personnes: | 263   | 258     |
| Différence:          |       | -1,90 % |